# Liga de Elite 2018
Die Liga de Elite 2018 war die 35. Spielzeit der höchsten macauischen Fußballliga seit ihrer Gründung 1984. Die Saison begann am 19. Januar und endete am 1. Juli 2018. Titelverteidiger war Benfica de Macau.

## Modus
Die Vereine spielten ein Doppelrundenturnier aus, womit sich insgesamt 18 Spiele pro Mannschaft ergaben. Es wurde nach der 3-Punkte-Regel gespielt (drei Punkte pro Sieg, ein Punkt pro Unentschieden). Die Tabelle wurde nach den folgenden Kriterien bestimmt:
1. Anzahl der erzielten Punkte
2. Anzahl der erzielten Punkte im direkten Vergleich
3. Tordifferenz im direkten Vergleich
4. Anzahl Tore im direkten Vergleich
5. Tordifferenz aus allen Spielen
6. Anzahl Tore in allen Spielen

Am Ende der Saison qualifizierte sich die punktbeste Mannschaft für die Gruppenphase des AFC Cup 2019. Die zwei Vereine mit den wenigsten Punkten stiegen in die zweitklassige Second Divisão de Macau ab.

## Teilnehmer
Alle Spiele der Saison fanden im Macau Olympic Complex, auf der Insel Taipa gelegen, statt.
| Team                         | Stadt | Heimstadion           | Gründungsjahr | Trikotsponsor                 | Vorjahresplatzierung |
| ---------------------------- | ----- | --------------------- | ------------- | ----------------------------- | -------------------- |
| Benfica de Macau             | Macau | Macau Olympic Complex | 1951          | Leonel Alberto Alves          | Meister              |
| Chao Pak Kei                 | Macau | Macau Olympic Complex | 2008          | China Sunshine Paper Holdings | 3. Platz             |
| Sporting Clube de Macau      | Macau | Macau Olympic Complex | 1926          | Miramar Restaurant            | 7. Platz             |
| Cheng Fung                   | Macau | Macau Olympic Complex | 1988          |                               | 5. Platz             |
| Tak Chun Ka I                | Macau | Macau Olympic Complex | 1985          | Windsor Arch                  | 6. Platz             |
| C.D. Monte Carlo             | Macau | Macau Olympic Complex | 1984          | DooGoo Street                 | Vizemeister          |
| Hang Sai                     | Macau | Macau Olympic Complex | 2009          | Cheerful Cake                 | Aufsteiger           |
| Polícia de Segurança Pública | Macau | Macau Olympic Complex | –             |                               | 8. Platz             |
| Lai Chi                      | Macau | Macau Olympic Complex | 1988          | Os Veloge                     | 9. Platz             |
| Serviços de Alfândega        | Macau | Macau Olympic Complex | 1998          |                               | Aufsteiger           |

## Reguläre Saison
| Pl. | Verein                       | Sp. | S  | U | N  | Tore    | Diff. | Punkte |
| --- | ---------------------------- | --- | -- | - | -- | ------- | ----- | ------ |
| 1.  | Benfica de Macau (M)         | 18  | 17 | 1 | 0  | 089:800 | +81   | 52     |
| 2.  | Chao Pak Kei (P)             | 18  | 13 | 4 | 1  | 111:140 | +97   | 43     |
| 3.  | Sporting Clube de Macau      | 18  | 12 | 2 | 4  | 055:170 | +38   | 38     |
| 4.  | Cheng Fung                   | 18  | 11 | 3 | 4  | 038:210 | +17   | 36     |
| 5.  | Tak Chun Ka I                | 18  | 9  | 3 | 6  | 073:340 | +39   | 30     |
| 6.  | C.D. Monte Carlo             | 18  | 8  | 1 | 9  | 035:330 | +2    | 25     |
| 7.  | Hang Sai (N)                 | 18  | 4  | 2 | 12 | 020:890 | −69   | 14     |
| 8.  | Polícia de Segurança Pública | 18  | 4  | 1 | 13 | 018:550 | −37   | 13     |
| 9.  | Lai Chi                      | 18  | 2  | 1 | 15 | 016:105 | −89   | 07     |
| 10. | Serviços de Alfândega (N)    | 18  | 1  | 0 | 17 | 008:870 | −79   | 03     |

| Zum Saisonende 2018: |
| Macauischer Meister, Pokalsieger und Teilnahme an der Gruppenphase des AFC Cup 2019 Abstieg in die Second Divisão de Macau 2019 |

| Zum Saisonende 2017: |                                                                                  |
| (M)                  | Amtierender Meister: Benfica de Macau                                            |
| (P)                  | Amtierender Pokalsieger:Chao Pak Kei                                             |
| (N)                  | Aufsteiger aus der Second Divisão de Macau 2017: Hang Sai, Serviços de Alfândega |